# Battos (mitologia)
Battos (stgr. Βάττος) – postać z mitologii greckiej, starzec pojawiający się w micie o uprowadzeniu przez Hermesa wołów Apolla.

## Życiorys
Battos mieszkał w górach Majnalos na Peloponezie. Tam spotkał go pewnego dnia uciekający ze skradzionym stadem należącym do Apolla Hermes. Bojąc się, że niechciany świadek może go wydać, obiecał Battosowi w zamian ze milczenie jałówkę. Gdy ten się zgodził, bóg postanowił sprawdzić jego prawdomówność. Ukrywszy woły, wrócił w zmienionej postaci do Battosa i zaczął go wypytywać o skradzione zwierzęta, obiecując w zamian wysoką nagrodę. Kiedy Battos wbrew danemu wcześniej przyrzeczeniu wyjawił prawdę, wówczas rozgniewany Hermes przemienił go w skałę.